# Corbett H. Thigpen
Corbett H. Thigpen (8 de enero de 1919 - 19 de marzo de 1999) fue un psiquiatra estadounidense, más conocido como el coautor del exitoso libro Las tres caras de Eva (1957). 

## Educación y carrera
Thigpen asistió a la Universidad de North Georgia y a Mercer University. Se graduó en la Facultad de Medicina de Georgia (MCG) en Augusta en 1945.
Thigpen entró en la práctica privada de la psiquiatría con el Dr. Hervey M. Cleckley. Juntos, durante gran parte de la década de 1940 y la mayor parte de la de 1950, formaron los departamentos de Psiquiatría y Neurología del MCG, siendo en ese momento los únicos profesores en esos campos, manteniendo al mismo tiempo su práctica privada. Los tratamientos que utilizaron incluyeron terapia de coma, terapia de electroshock (TEC), terapia de sueño profundo y lobotomía.

## Personalidad múltiple
En 1957, junto con Hervey Cleckley, Thigpen fue coautor del libro Las tres caras de Eva, el primer relato popular de un caso de personalidades múltiples (ahora llamado trastorno de identidad disociativo). Previamente habían publicado un artículo de investigación sobre su paciente "Eva" en 1954, documentando las sesiones psiquiátricas y cómo llegaron a verlo como un caso de personalidad múltiple.  Este diagnóstico había caído en relativo desuso en psiquiatría, pero Thigpen y Cleckley sintieron que habían identificado un caso. Otros han cuestionado el uso de la hipnosis y la sugestión, aunque Thigpen y Cleckley no lo usaban mucho en su práctica ni eran aliados del psicoanálisis.
El libro se convirtió en una película, Las tres caras de Eva, estrenada más tarde en 1957, y protagonizada por Joanne Woodward, quien ganó un premio Oscar a la Mejor Actriz por su papel. Thigpen y Cleckley actuaron como asesores del director Nunnally Johnson y recibieron créditos de escritura en la película.
En el libro y la película, "Eva" unifica sus 3 alters en una sola persona al cabo de un par de años, pero la persona de la vida real, Chris Costner Sizemore, ha declarado que no se unificó hasta muchos años después, y con muchos más alters que no habían sido identificados. También comenta que no sabía que los informes de las sesiones se publicarían fuera de los círculos médicos o que estaba cediendo los derechos sobre la historia de su propia vida hasta su muerte. En concreto, recibió solo $3 por los derechos del libro de McGraw-Hill del que se vendieron 2 millones de copias, y 5.000 dólares por los derechos visuales,  mientras que sus familiares recibieron 2.000 dólares. Luchó sin éxito para detener la publicación de videos de sus sesiones de tratamiento, pero en 1989 demandó con éxito al estudio de cine 20th Century Fox cuando se quiso hacer una nueva versión de parodia de su película y se intentó usar un contrato de 1956 que Sizemore había firmado, sin representación legalm a través de Thigpen, para evitar que Sissy Spacek optara por el libro publicado por la propia Sizemore sobre su vida.   Cuando Sizemore regresó a Augusta para una gira de conferencias en 1982, ni Thigpen ni Cleckley asistieron y ella no los visitó, aunque en 2008 describió el diagnóstico y el tratamiento que recibió como "valientes".  Después, en 1994, Thigpen y Cleckley publicaron una breve comunicación en una revista internacional de hipnosis advirtiendo contra el uso "excesivo" del diagnóstico de personalidad múltiple, especialmente después de que se lograra que uno de ellos (Billy Milligan) fuera declarado no culpable por un crimen por tener el trastorno. 

## Política
A mediados de la década de 1960, Thigpen manifestó su oposición a la dirección política de la guerra de Vietnam, creyendo que no se estaba librando para ganar, y discrepó vehementemente con el aumento del papel del gobierno en la vida de los ciudadanos, particularmente en el campo médico, una tendencia que predijo que resultaría en una disminución de la calidad general de la atención médica. Para expresar estas ideas, Thigpen escribió el discurso "A Psychiatrist Looks At His Nation" ("Un psiquiatra mira a su nación") y lo presentó en Georgia y Carolina del Sur. En 1968 recibió la Medalla George Washington de la Fundación de la Libertad.

## Vida posterior y carrera
Thigpen continuó ejerciendo la psiquiatría hasta 1987, cuando el vértigo lo obligó a retirarse.